# بولگانگو
بولگانگو (به لاتین: Bolgatanga) یک منطقهٔ مسکونی در غنا است که در منطقه شرق علیا واقع شده‌است. بولگانگو ۶۶٬۶۸۵ نفر جمعیت دارد و ۱۷۷ متر بالاتر از سطح دریا واقع شده‌است.